# Edificio Banco de Venezuela
El Edificio Banco de Venezuela es un rascacielos de oficinas ubicado en el Municipio Libertador de Caracas, Venezuela. Exhibiendo su estructura moderna y avanzada, el edificio mide 120 metros de altura y posee 27 pisos para el uso financiero, siendo inaugurado en 1984. Es la sede principal del Banco de Venezuela y se encuentra en la avenida Universidad, específicamente en la esquina de Sociedad, en el centro de Caracas. 

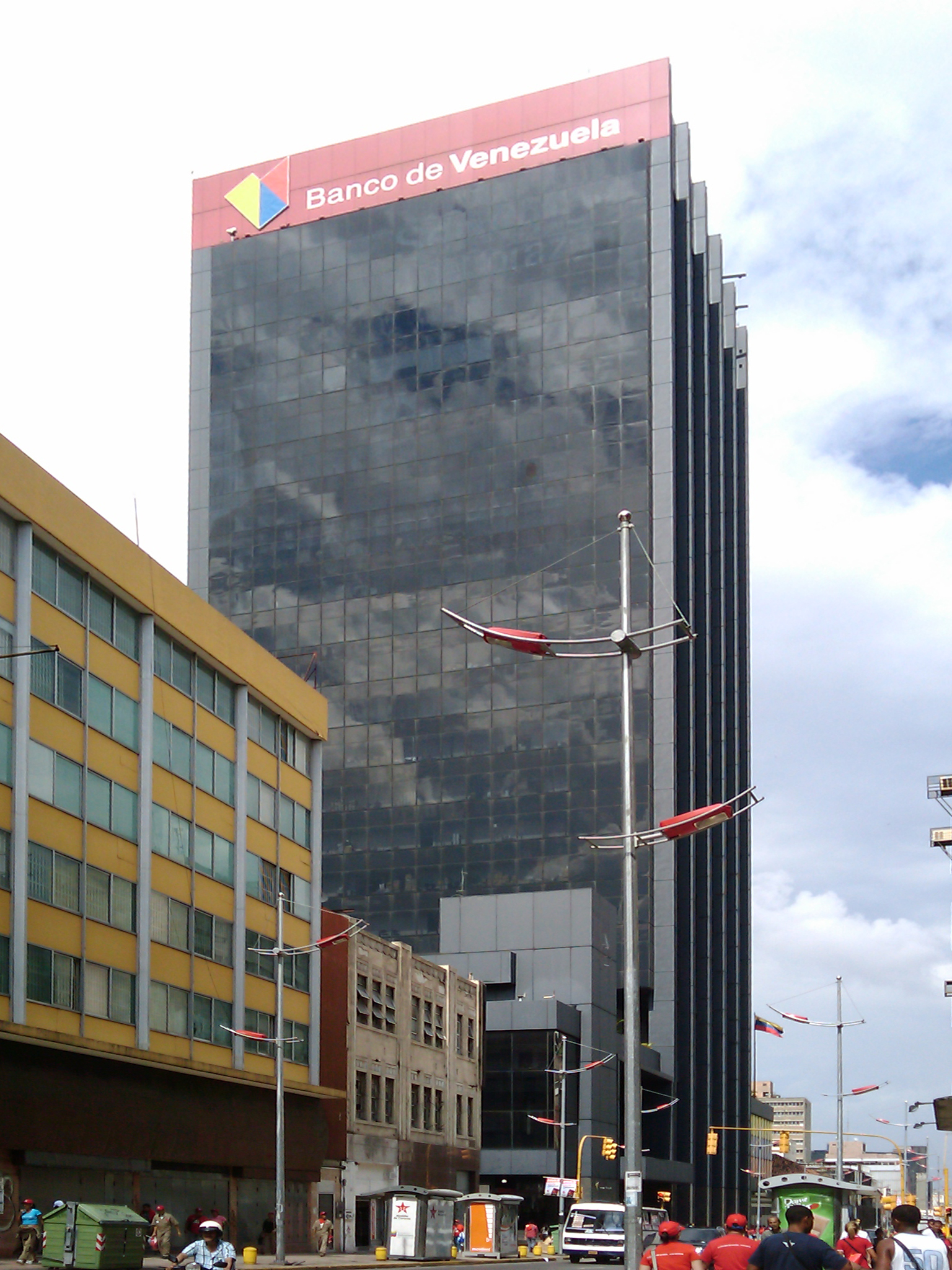
Torre Banco de Venezuela años atrás

El proyecto fue desarrollado en un terreno de 3.187m². El complejo es conformado por tres elementos, 3 sótanos con 342 puestos de estacionamiento, una base con 6 pisos donde hay mezzaninas y pisos de máquinas y la torre de 27 pisos con oficinas.